# Trieste (província)
A província de Trieste (em esloveno Tržaška pokrajina) é uma província italiana da região do Friul-Veneza Júlia, mais precisamente localizada na região histórica de Veneza Júlia, com cerca de 240 mil habitantes, densidade de 1115 hab/km². Está dividida em 6 comunas, sendo a capital Trieste.
Estende-se ao longo de 30 km. A leste faz fronteira com a Eslovénia, a sudoeste com o Golfo de Trieste (no Mar Adriático) e a norte com a província de Gorizia.

## Natureza
Em 212 km², a Província de Trieste possui várias paisagens históricas e naturais. A sua natureza é guardada por várias reservas de preservação ambiental:
- Reserva Marinha de Miramare
- Reserva Costeira de Falesie Di Duino
- Reserva Ambiental do Monte Lanaro
- Reserva Ambiental do Monte Orsario
- Reserva Ambiental do Val Rosandra

Cada uma protege uma área diferente da província triestina.

## Economia
A economia da província triestina deriva das actividades turísticas e agrícolas.

## Transporte

### Público
Os transportes públicos na província são gerenciados pela sociedade empresarial "Trieste Trasporti SpA" (Trieste Transportes)
São 61 linhas de autocarro que interligam o centro provincial às redondezas ou às outras cidades locais. Entre estas 61 linhas, também se destaca: uma característica linha de elétrico do tipo funicular, chamada de "Tranvia di Opicina" , que liga Trieste à cidade de Opicina; uma linha internacional, Trieste-Sesana; e três linha de coligação marinha, Trieste-Grinhano-Sistiana, Trieste-Monfalcone, Trieste-Muggia; e há também 4 linhas noturnas operantes, mas somente em Trieste.
Os colectivos da Trieste Trasporti são os mais modernos que há na Itália, com autocarros de cerca de menos 5 anos de funcionamento.

### Rodoviário
As rodovias triestinas formam uma malha interligando o norte da Itália com o Leste Europeu. A rodovia “La Serenissima (A-4)”, por exemplo, começa na cidade de Turim e termina na capital, Trieste, mas a extensão dessa auto-estrada atravessa o sudoeste esloveno até a fronteira da Croácia.

### Ferroviário
O transporte ferroviário é gerenciado pelo "Gruppo Ferrovie dello Stato (Grupo Ferrovias do Estado)". Na província há duas ferrovias principais: “Trieste-Udine-Veneza” e “Veneza-Trieste-Opicina”. Essas ferrovias ligam as ferrovias eslovenas ao resto da Itália. A principal estação ferroviária é a “Trieste Centrale”, localizada na “Piazza Libertà”, próximo ao porto de Trieste, na capital.

### Hidroviário
A rede de hidrovias se destaca bastante, por causa, do porto de Trieste, um dos maiores do Mar Adriático, seja pelo tráfego petrolífero ou de contêineres. O tráfego de passageiros, apesar do declínio de ausência, vem se desenvolvendo muito. O porto de Trieste também é um dos mais importantes do Mediterrâneo.
Estão presentes na província uma série de ancoradouros para embarque e desembarque de passageiros, coligados com Trieste pelas três linhas marinhas gerenciadas à Trieste Trasporti.

## História e Etnia

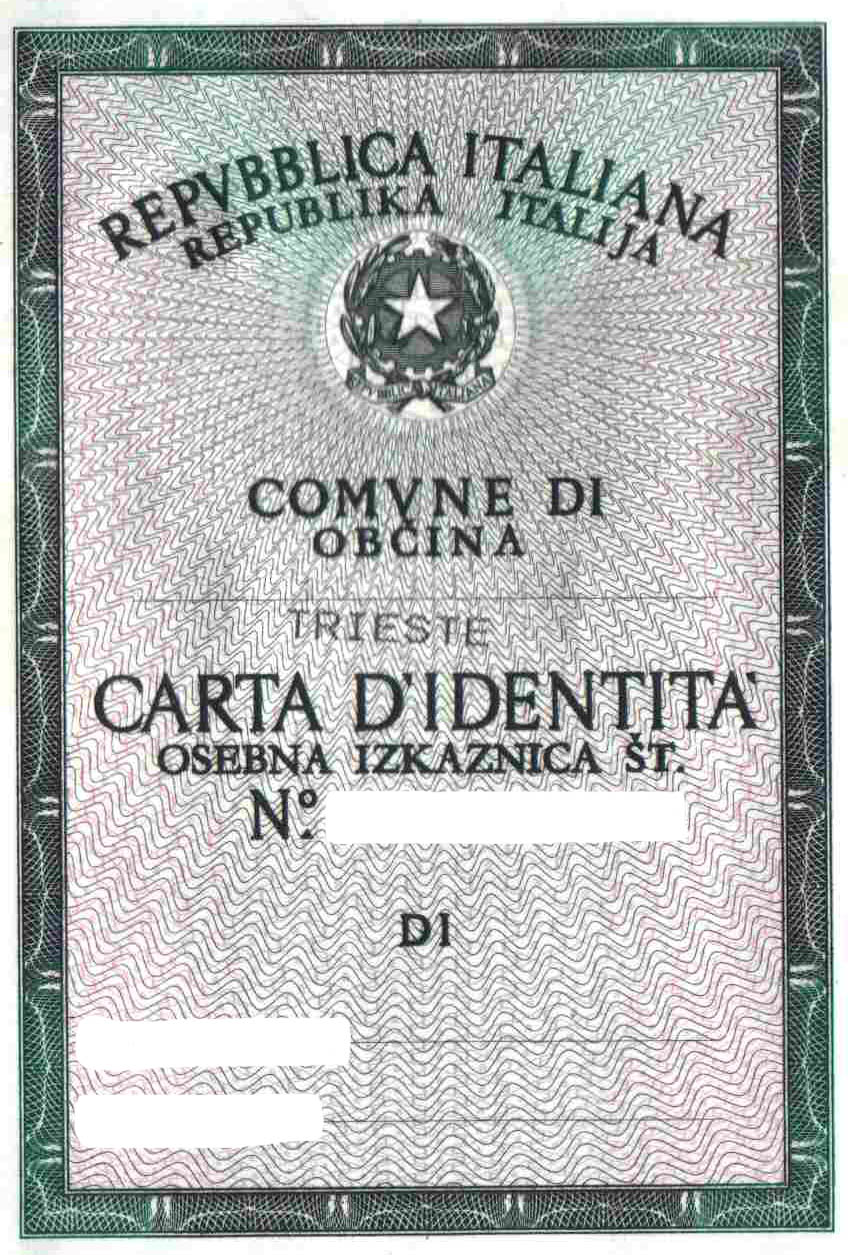
Documento de identidade bilingue italiano-esloveno

Quanto à história e etnia da Província de Trieste, deve-se ao “Império Austro-Húngaro”. Quando este Império chega ao fim, em 1918, o território de Trieste é dividido em duas zonas:
- Zona A composta pelas comunas de Duino-Aurisina, Monrupino, Muggia, Sgonico, São Dorligo do Vale e Trieste.[1][2][3]
- Zona B composta pelas comunas de Capodistria, Isola, Pirano, Umago, Cittanova e Buíe.[1][2][3]

A Zona A se anexou à Itália, formando assim a atual Província de Trieste. A Zona B constituiu o “Território Livre de Trieste”, que abrange todo o lado noroeste da península da Ístria.

### Língua Eslovena
A província de Trieste, além de ter a língua italiana como oficial, é o único local italiano tem a língua eslovena como oficial também. Mais de 10% de seus habitantes falam mais em esloveno que em italiano. O dialécto triestino também se destaca.

## Comunas
Trieste é a menor província da região de “Friuli-Veneza Júlia” e da Itália, seja em números de comunas ou de território.
A província tem seis comunas:
- Duino-Aurisina
- Monrupino
- Muggia
- San Dorligo della Valle
- Sgonico
- Trieste

## Galeria

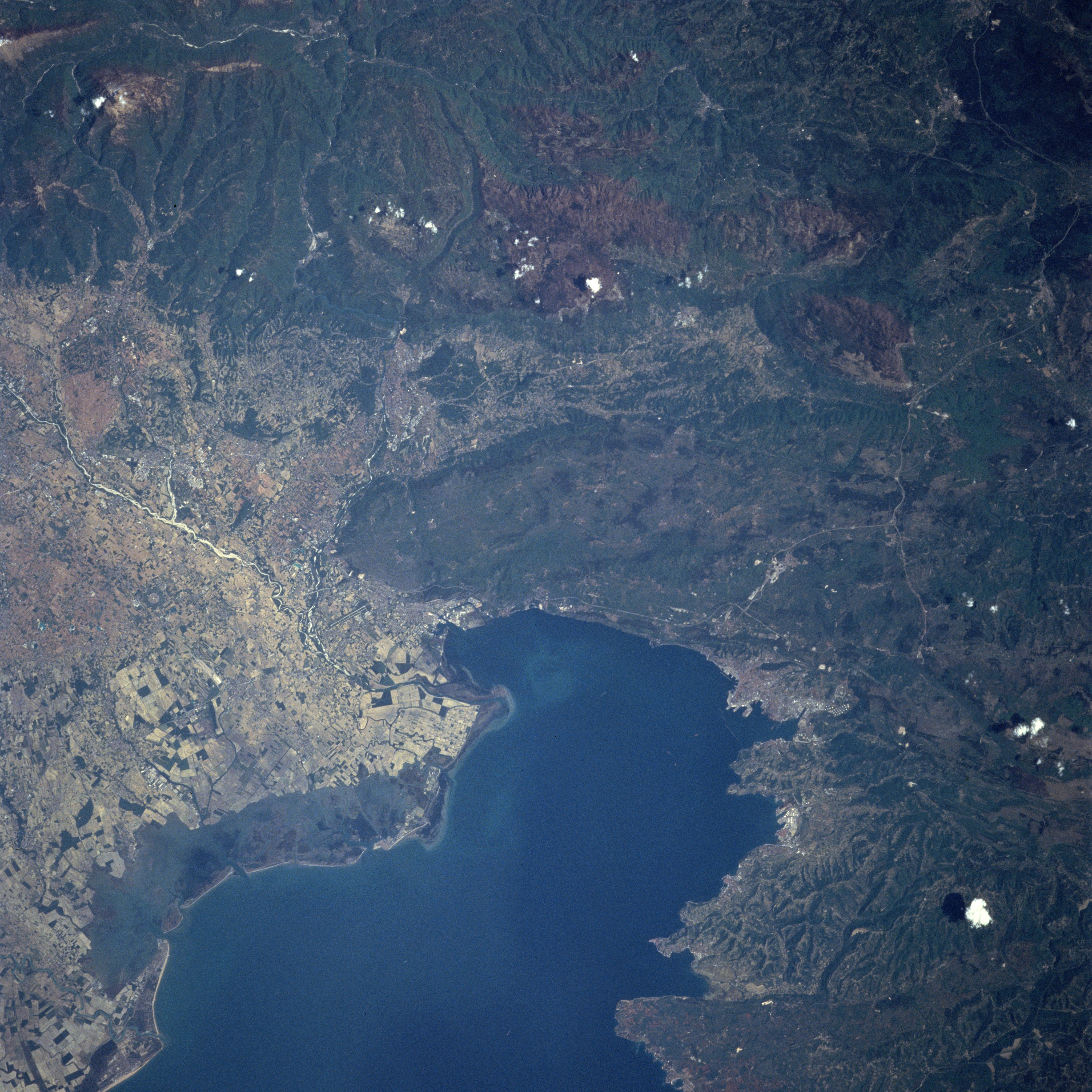
Golfo de Trieste, vista do satélite
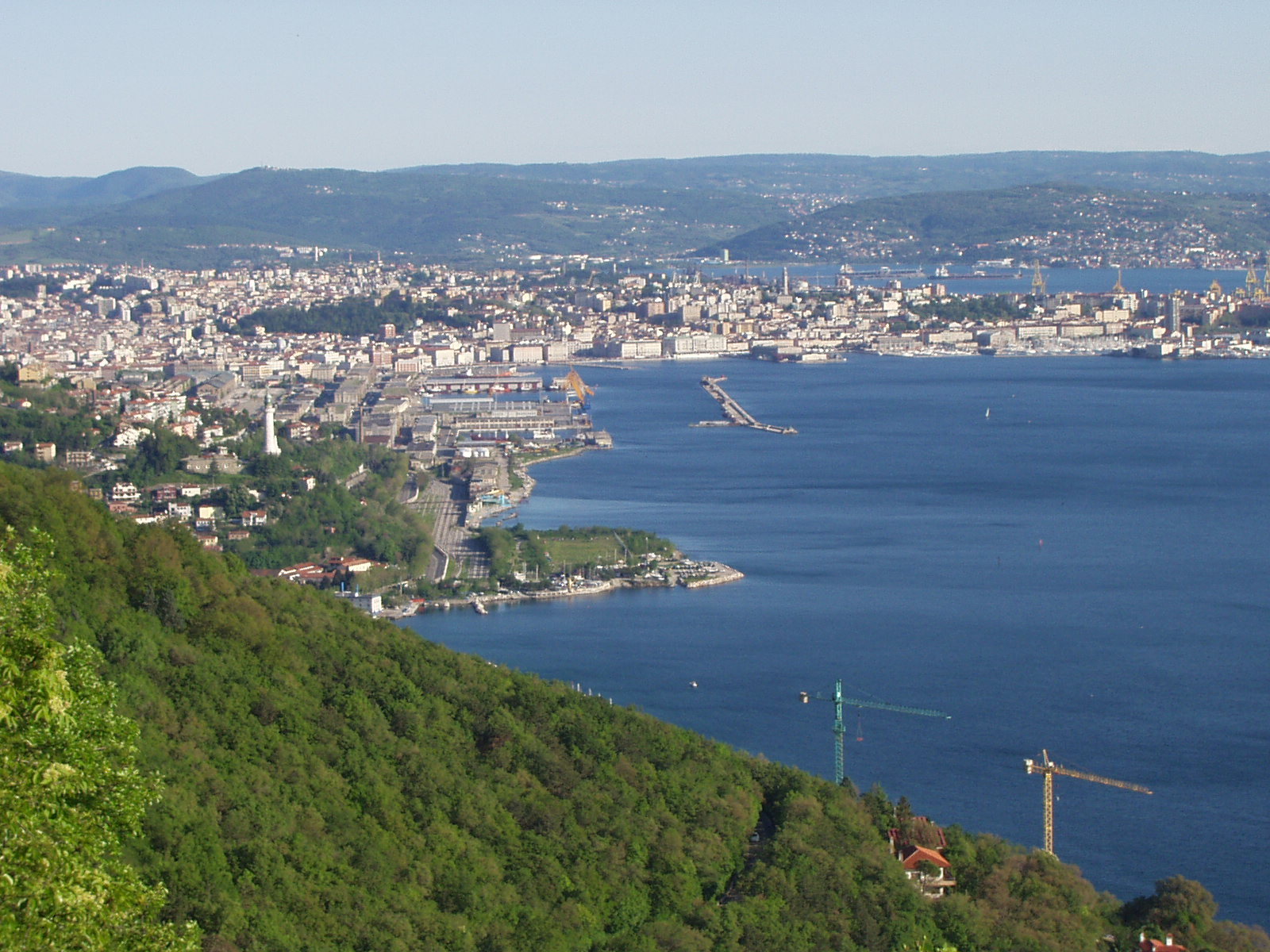
A capital, Trieste
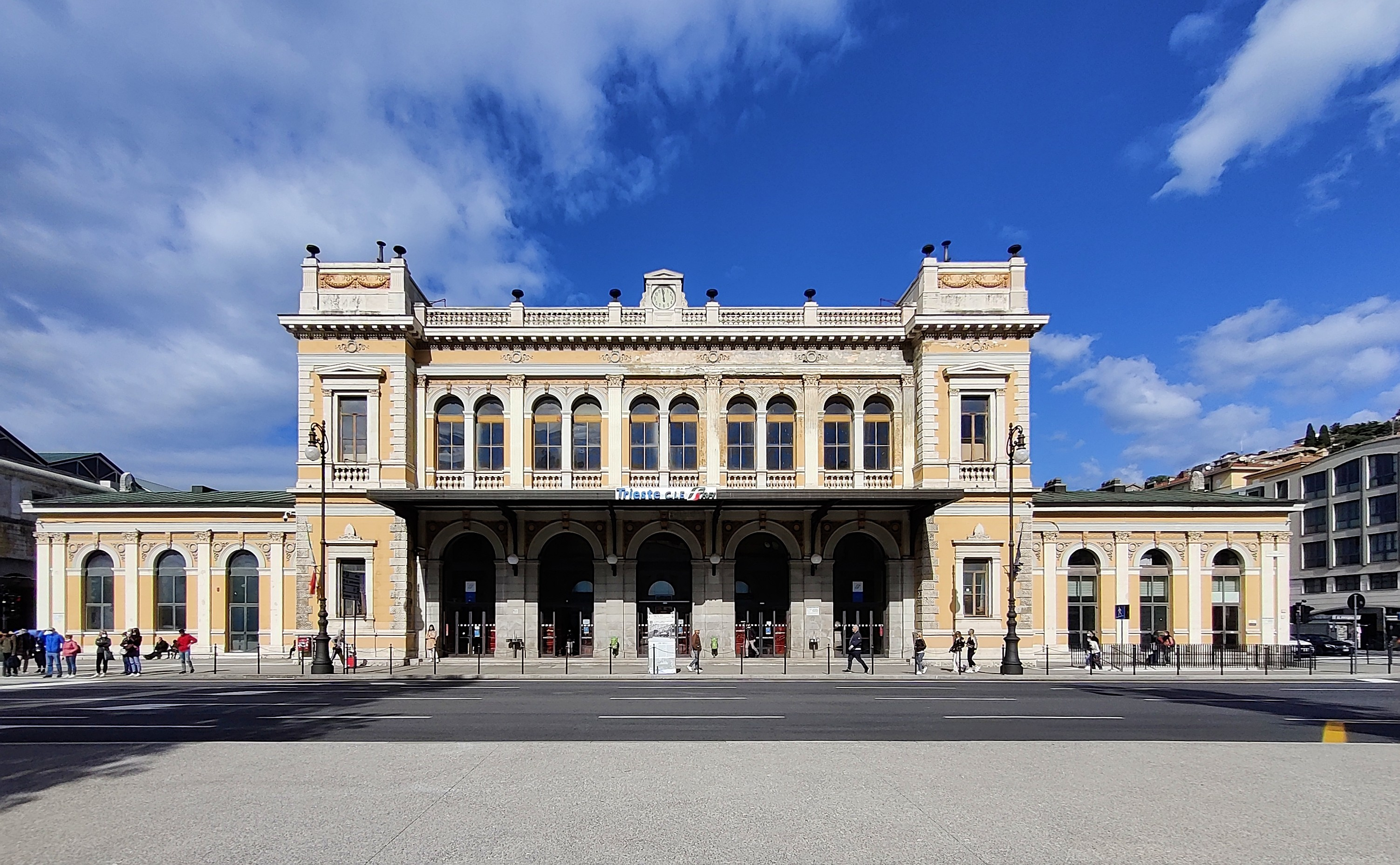
Estação ferroviária Trieste Centrale
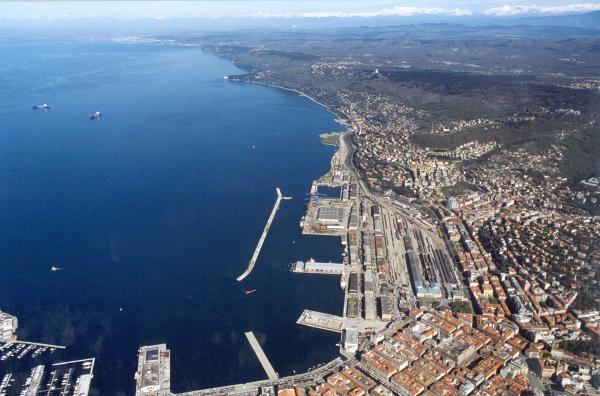
Vista panorâmica do porto de Trieste
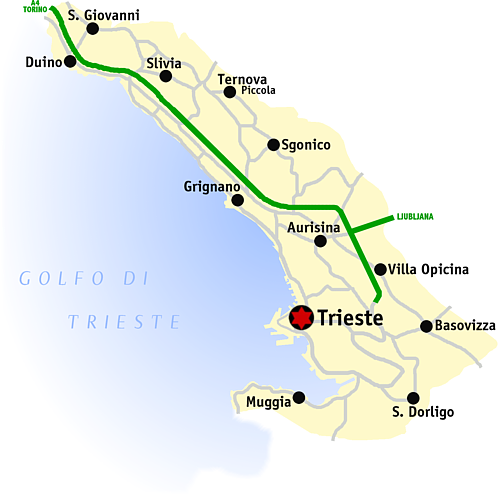
Mapa da província
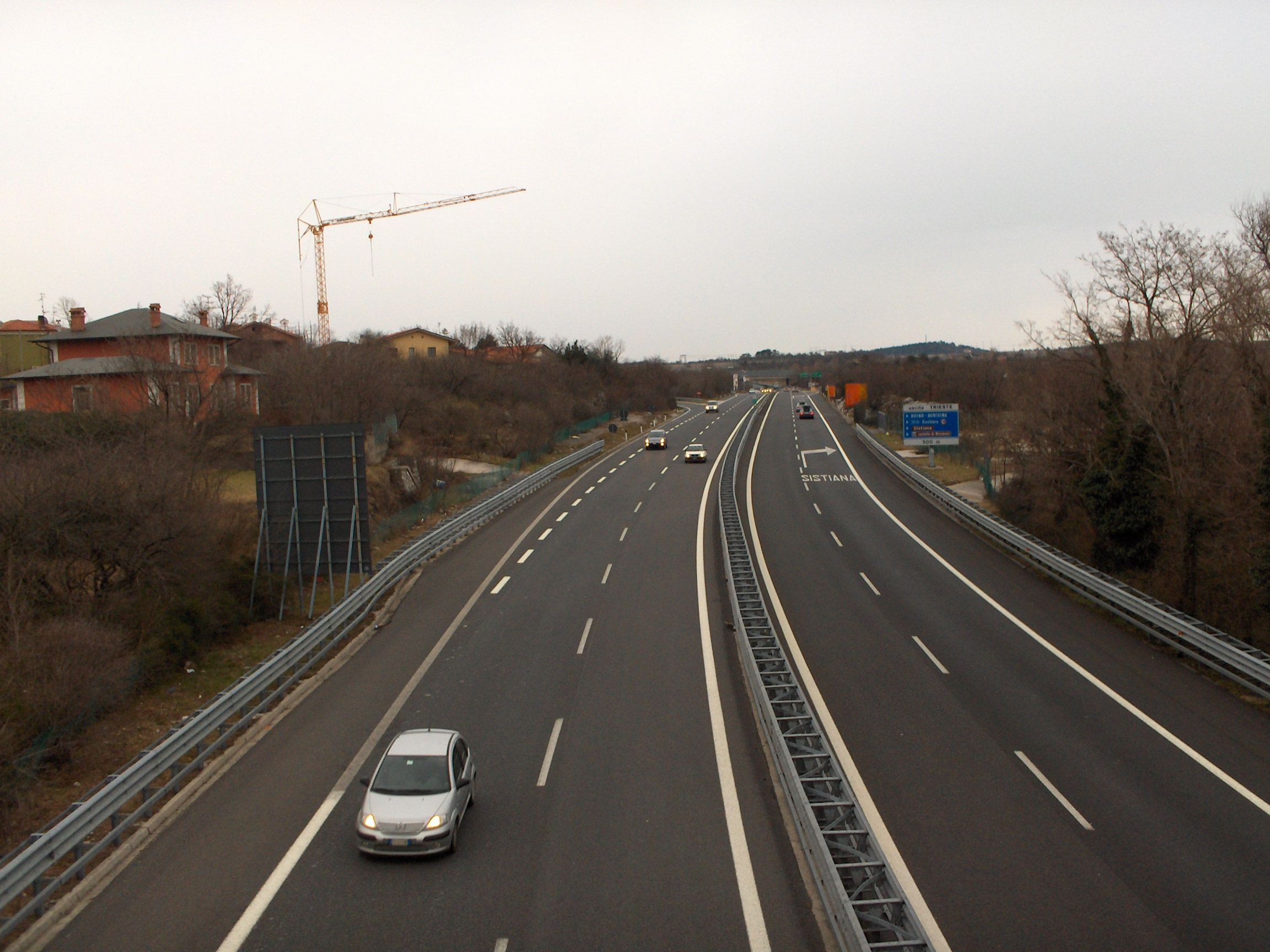
Auto-estrada 4 "Serenissima"
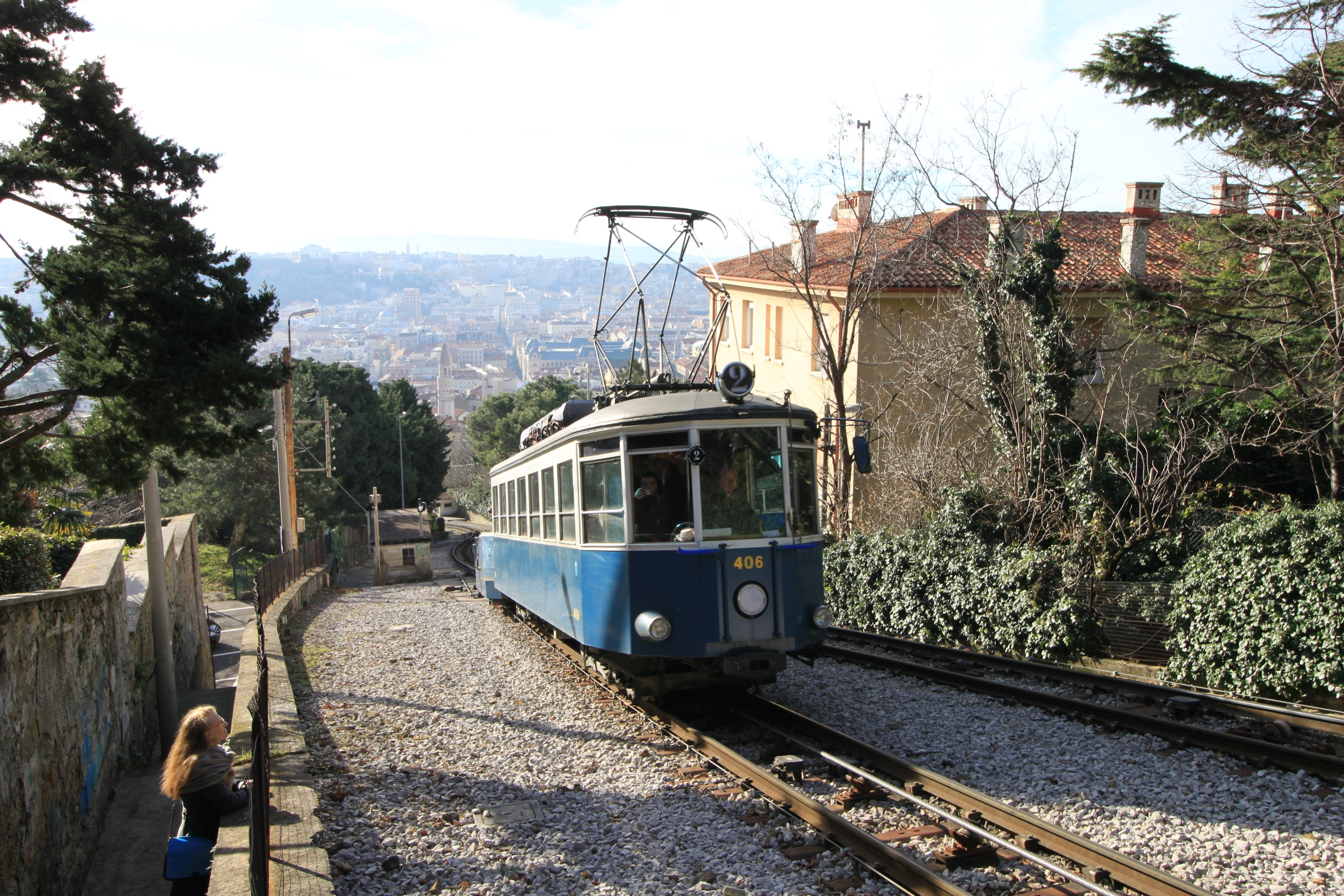
"Tranvia de Opicina"
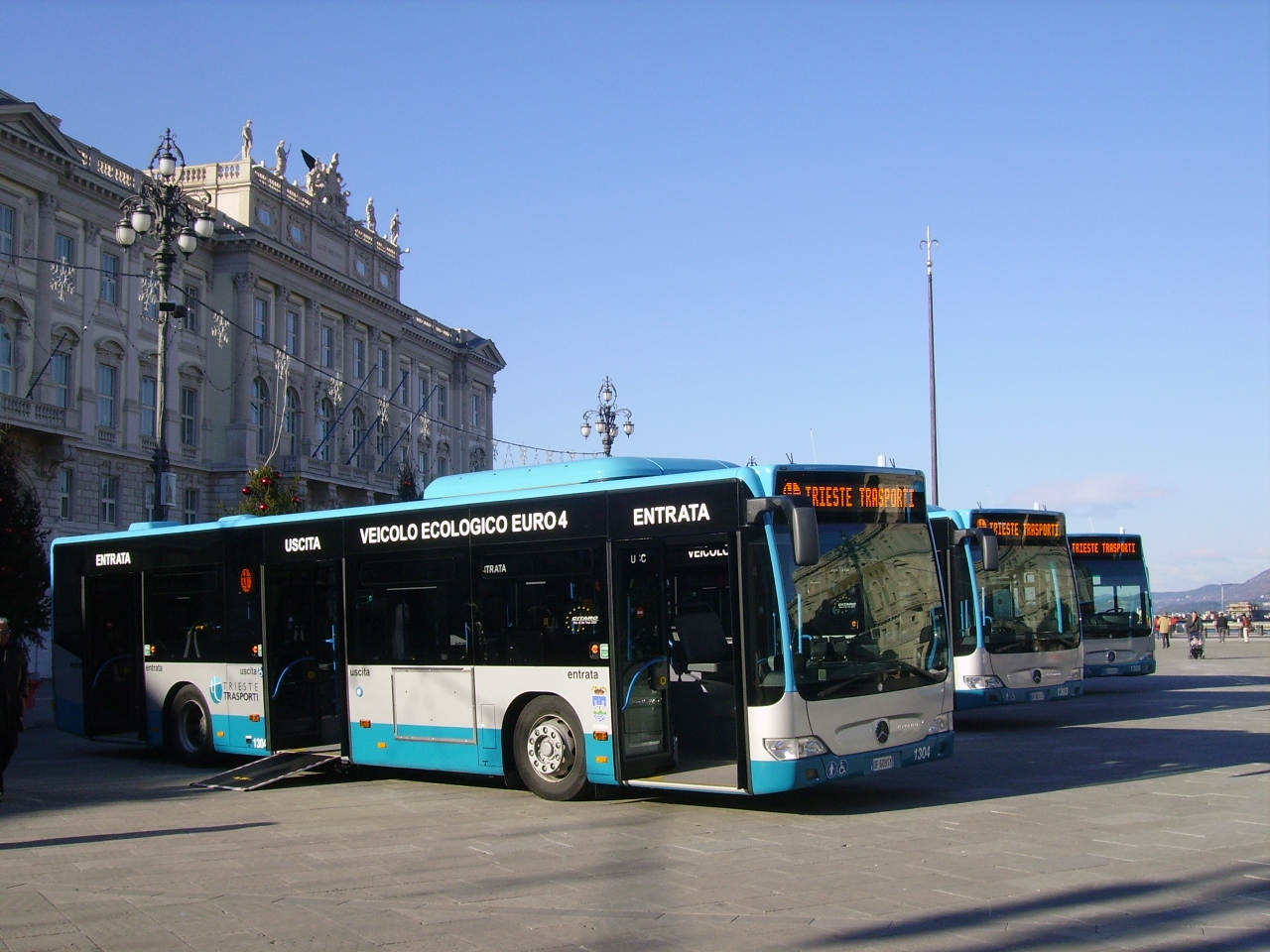
Transporte público
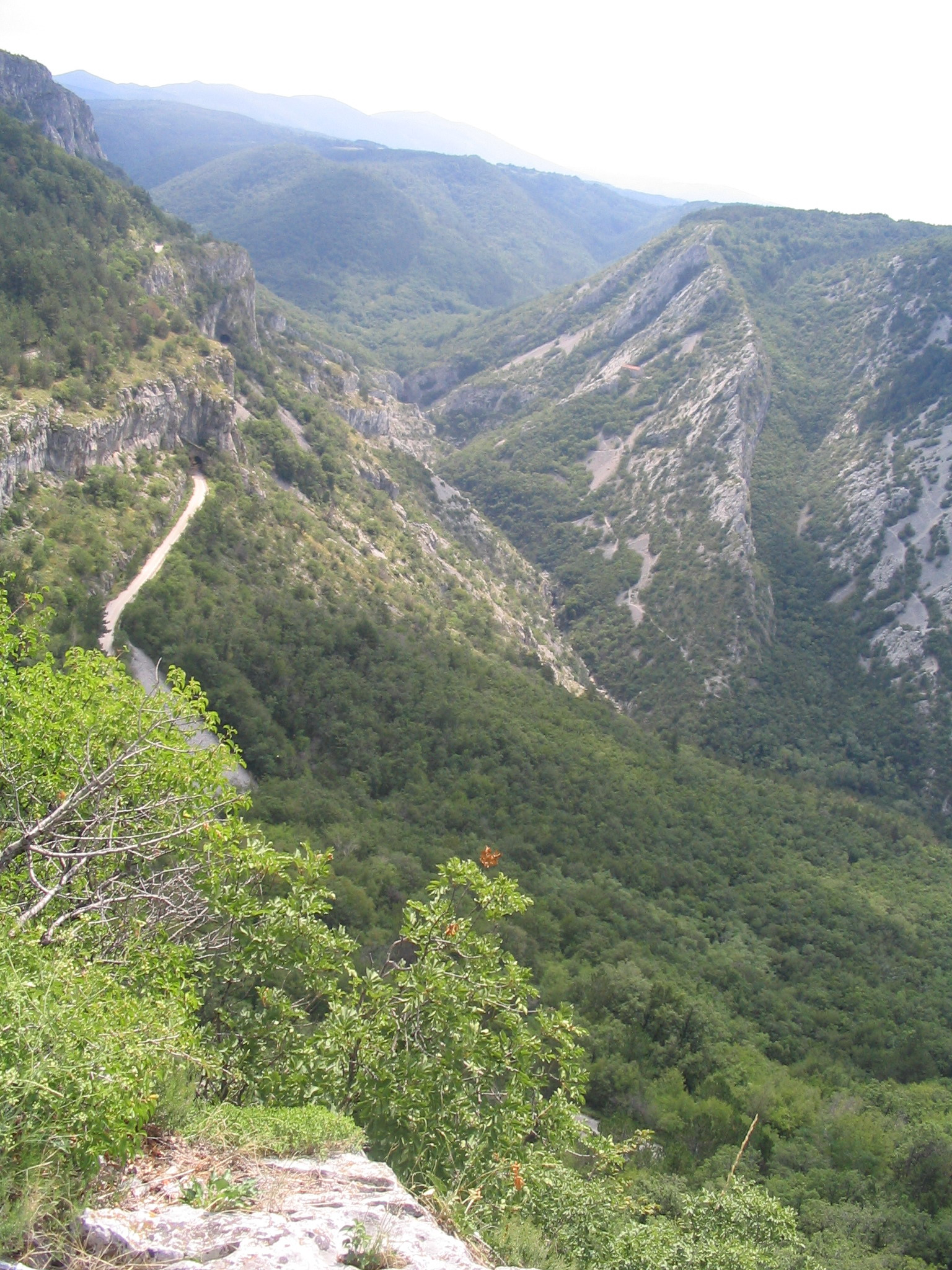
Val Rosandra
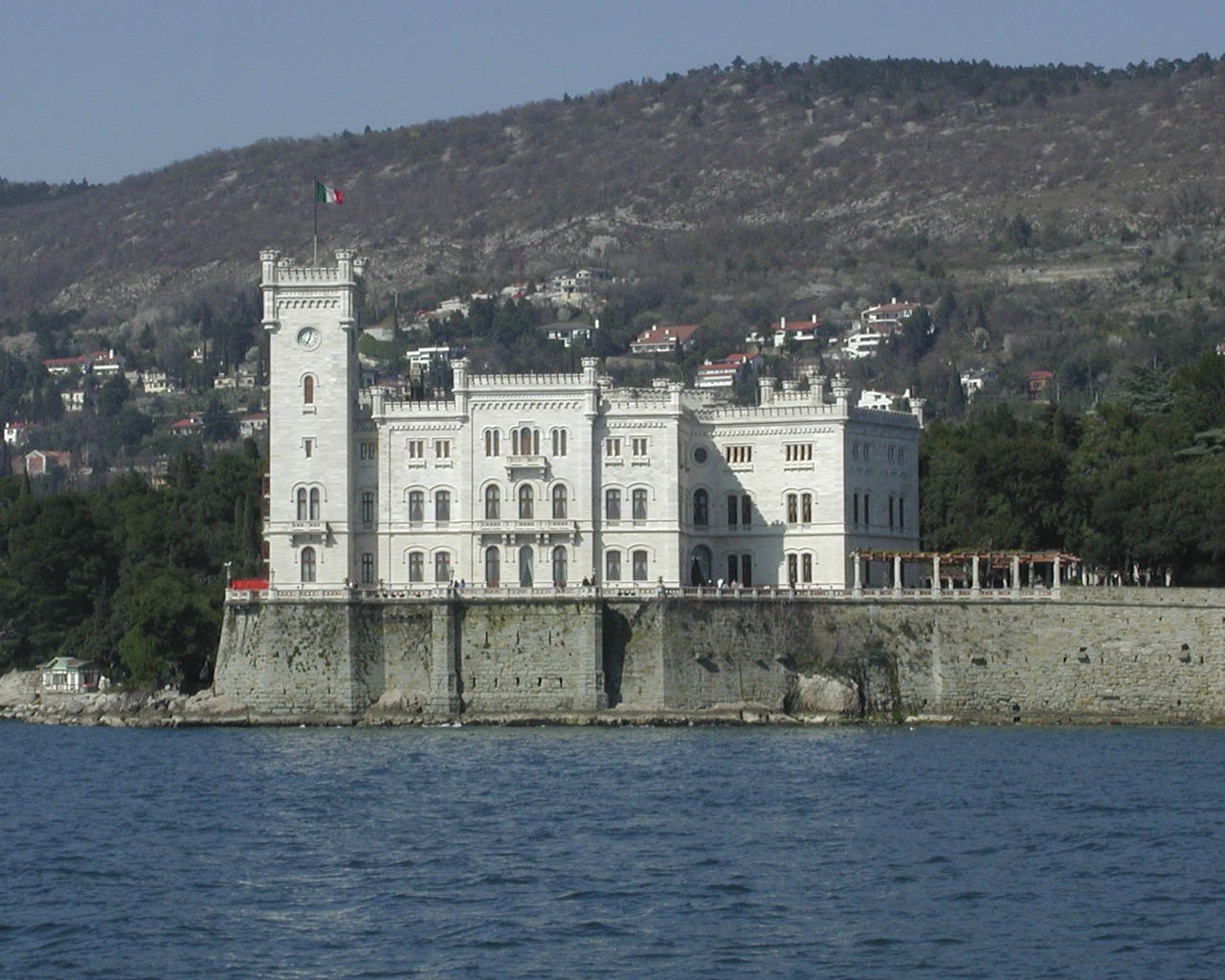
Castelo de Miramare, Trieste
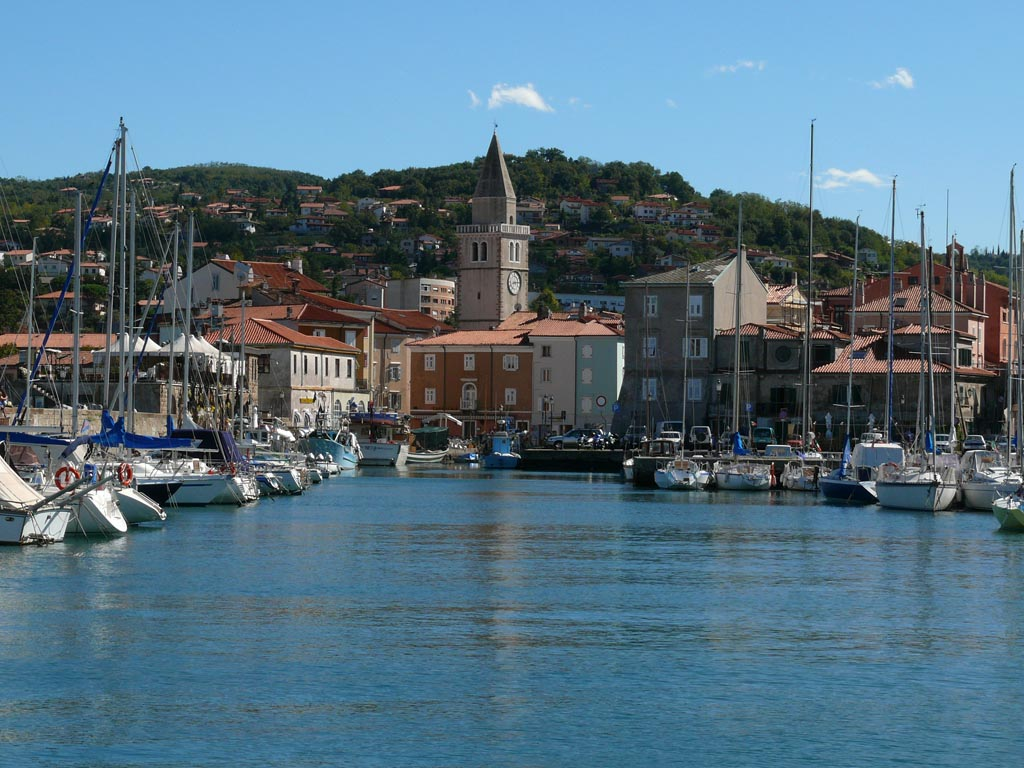
Cidade de Muggia
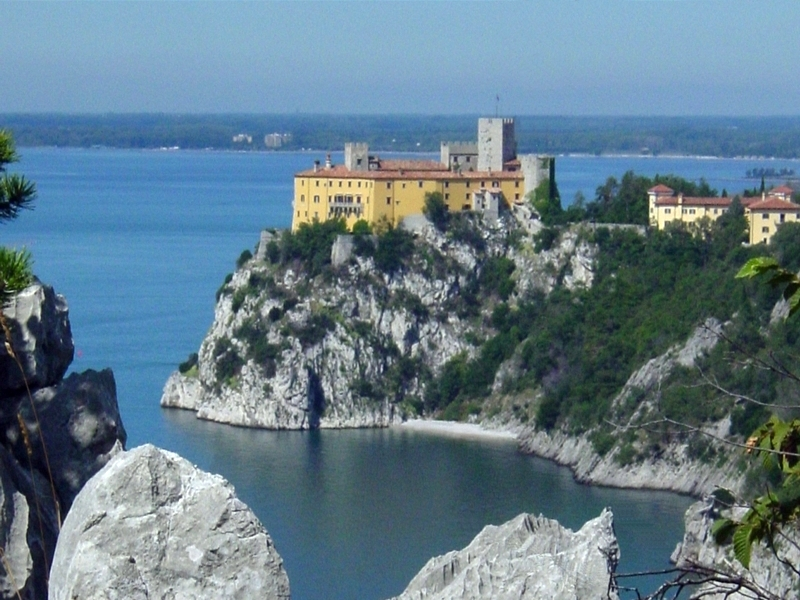
O castelo de Duino